# Honduras ai Giochi della XXVII Olimpiade
L'Honduras partecipò ai Giochi della XXVII Olimpiade, svoltisi a Sydney, Australia, dal 15 settembre al 1º ottobre 2000, con una delegazione di 20 atleti impegnati in tre discipline.

## Risultati

### Calcio
- Uomini

| Atleta | Classifica |                     |
| --- | --- | ------------------- |
| V · D · M Nazionale olimpica honduregna · Calcio ai Giochi Olimpici Estivi 2000 1 Escobar · 2 Guerrero · 3 Montoya · 4 Izaguirre · 5 López · 6 Paez · 7 Pavón · 8 Rosales · 9 D. Suazo · 10 León · 11 Martínez · 12 M. Suazo · 13 Scott · 14 Ramírez · 15 J. Suazo · 16 Turcios · 17 Chirinos · 18 Valladares · CT : Maradiaga | 10° |                     |
| Nazionale olimpica honduregna · Calcio ai Giochi Olimpici Estivi 2000 | |                     |
| 1 Escobar · 2 Guerrero · 3 Montoya · 4 Izaguirre · 5 López · 6 Paez · 7 Pavón · 8 Rosales · 9 D. Suazo · 10 León · 11 Martínez · 12 M. Suazo · 13 Scott · 14 Ramírez · 15 J. Suazo · 16 Turcios · 17 Chirinos · 18 Valladares · CT: Maradiaga                                                                                  | 1 Escobar · 2 Guerrero · 3 Montoya · 4 Izaguirre · 5 López · 6 Paez · 7 Pavón · 8 Rosales · 9 D. Suazo · 10 León · 11 Martínez · 12 M. Suazo · 13 Scott · 14 Ramírez · 15 J. Suazo · 16 Turcios · 17 Chirinos · 18 Valladares · CT: Maradiaga | Honduras (bandiera) |